# Погорелка (Ядровская волость)
Погорелка — деревня в Ядровской волости Псковского района Псковской области.
Расположена в 21 км от южной границы Пскова и деревни Черёха.
| 2001 | 2002 | 2010 |
| ---- | ---- | ---- |
| 9    | ↗16  | ↗17  |